# Dư địa chí

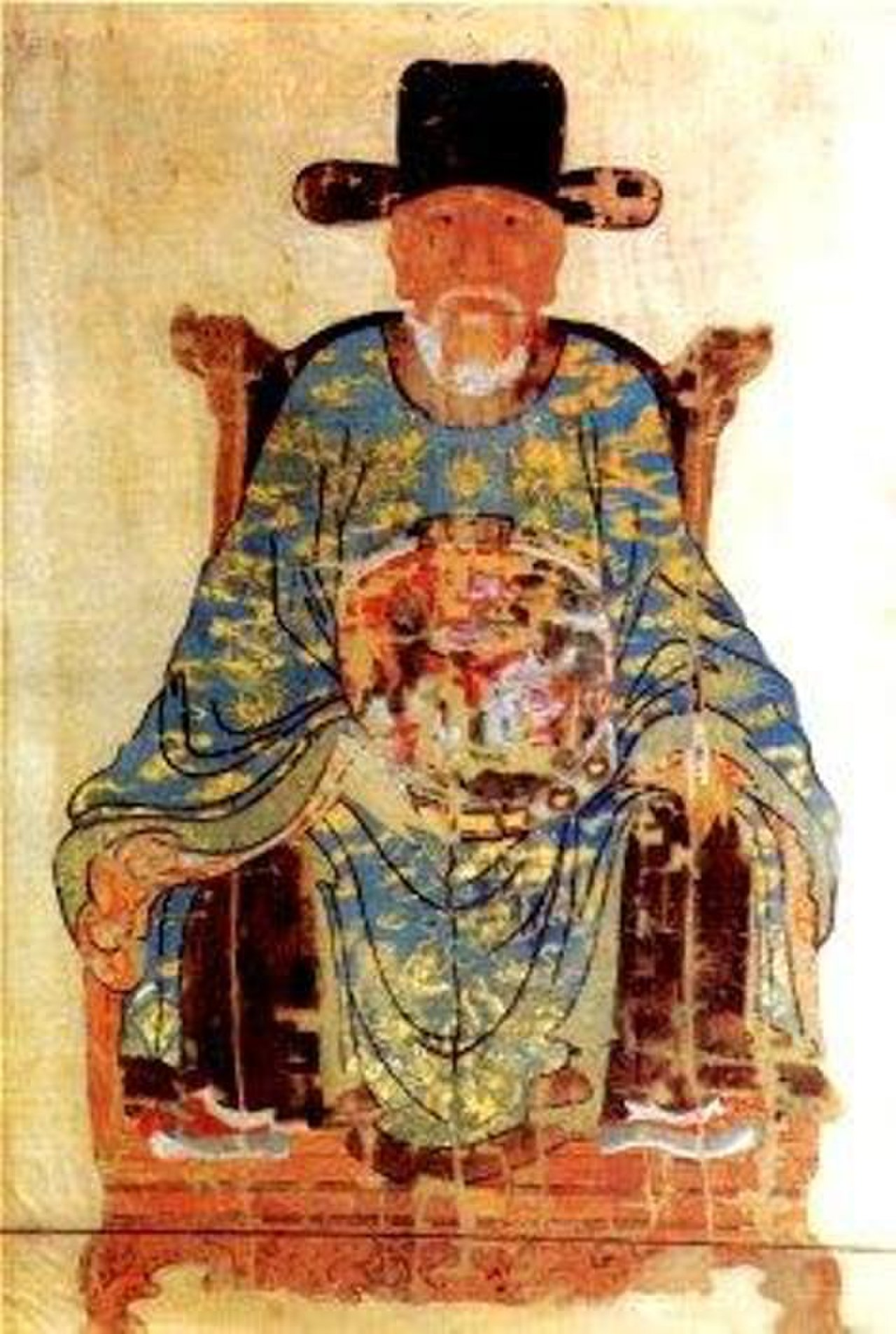
Nguyễn Trãi

Dư địa chí (chữ Hán: 輿地誌), còn gọi là Ức Trai di tập Nam Việt dư địa chí (抑齋遺集南越輿地誌), Đại Việt địa dư chí (大越地輿誌), An Nam vũ cống (安南禹貢), Nam Quốc vũ cống (南國禹貢) hoặc Lê triều cống pháp (黎朝貢法), là sách địa chí do Ức Trai Nguyễn Trãi, danh thần của nhà Hậu Lê, biên soạn vào năm 1435. Cuốn sách viết bằng chữ Hán, ghi chép sơ lược về địa lý hành chính và tự nhiên của Việt Nam qua các giai đoạn lịch sử.

## Hoàn cảnh
Chán cảnh quan trường, Nguyễn Trãi xin về hưu ở Côn Sơn (Chí Linh, Hải Dương ngày nay) vào khoảng cuối những năm 30 của thế kỷ 15. Đến năm Giáp Dần (1434), ông lại được vua Lê Thái Tông triệu ra làm quan. Sau đó, để giúp vua hiểu biết thêm về đất nước, ông được giao cho làm cuốn Dư địa chí, và làm trong vòng 10 ngày thì xong.
Căn cứ mục một trong Dư địa chí, thì tác phẩm được làm vào năm 1435, đồng thời cũng đã xác định bờ cõi của nước Đại Việt lúc bấy giờ.
Tác giả viết: 
Năm thứ 2 hiệu Thiệu Bình (1435, đời vua Lê Thái Tông), đức giáo hóa của nhà vua đã lan xa đến bốn chung quanh, các nước chư hầu đều đến triều cống. Hành khiển là Lê Trãi (vốn họ Nguyễn, năm 1428, được ban quốc tính họ Lê) bèn làm sách Dư địa chí tiến lên vua, (và) nói rằng: 
Nước ta mới mở, gồm có sông núi, phía đông giáp biển, phía tây đến nước Thục, phía nam đến Chiêm Thành, phía bắc đến hồ Động Đình...
Theo một số nhà nghiên cứu, thì cuốn này nằm trong một bộ sách lớn có tên là Quốc thư bảo huấn đại toàn, cũng do vua Lê Thái Tông sai ông soạn vào năm 1434. Bởi trên đầu sách có ghi 6 chữ Quốc thư bảo huấn đại toàn, rồi mới đến tên Dư địa chí.
Năm Nhâm Tuất (1442), xảy ra vụ án Lệ Chi Viên, triều đình xử tội chết Nguyễn Trãi cùng với ba họ của ông, đồng thời ban lệnh thiêu hủy tất cả các tác phẩm của Nguyễn Trãi. Đến năm Giáp Thân (1464), vua Lê Thánh Tông xuống chiếu xóa án cho Nguyễn Trãi, và sau đó (1467) còn "ra lệnh tìm kiếm những di cảo thơ văn" của ông. Thi hành chỉ thị trên, khoảng 10 năm sau, Trần Khắc Kiệm mới sưu tầm được hơn trăm bài thơ. Phải hơn 300 năm sau nữa (khoảng đầu thế kỷ 19), các ông Nguyễn Năng Tĩnh, Ngô Thế Vinh và Dương Bá Cung mới sưu tầm được nhiều hơn, làm thành 7 quyển, gọi là Ức Trai di tập. Trong đó, quyển thứ 6 chính là Dư địa chí.
Nhờ tìm được Dư địa chí, mà biết được ngoài tác giả là Nguyễn Trãi, còn có thêm lời tập chú của Nguyễn Thiên Tích, lời cẩn án của Nguyễn Thiên Túng tập chú và lời thông luận của Lý Tử Tấn.  Những người này đều sống cùng thời với Nguyễn Trãi. Ngoài ra, ở cuối sách còn có bài của Ngô Sĩ Liên trích dẫn sách Chí lược và các sách Trung Quốc nói về vị trí các vùng trời của Việt Nam. 
Sau nữa, còn có hai bài của Lý thị nói về việc tập sách đã được đem khắc in, rồi đã bị hủy bỏ ra sao.
Trích lời họ Lý (dịch từ chữ Hán):
...Khi Ức Trai (Nguyễn Trãi) đem dâng sách này (Dư địa chí), (Lê) Thái Tông khen ngợi, sai thợ khắc ván in để phổ biến. Đến khi (Thái Tông) tuần hành tỉnh Đông bị chết đột ngột, triều đình bàn tán cho là bà họ Nguyễn (Thị Lộ) vợ Nguyễn Trãi giết vua, kết tội cả ba họ nhà Nguyễn Trãi, (thì) quan Đại Tư đồ Lê Liệt (Đinh Liệt) sai thợ hủy bản sách ấy đi.
Sau Lê Nhân Tông lớn lên, đủ sức nắm chính quyền, Lê Liệt bị giam ở ngục "thổ lao". Vua Nhân Tông vào Bí thư các, xem các sách vở, thấy bản sách của Ức Trai còn sót lại, bảo quần thần rằng "Nguyễn Trãi trung thành, giúp đức (Lê) Thái Tổ vũ trang dẹp giặc, giúp đức Thái Tông sửa sang thái bình. Văn chương và đức nghiệp của Nguyễn Trãi, các danh tướng triều ta không ai bằng được. Không may chỉ vì một người đàn bà gây biến, mà người lương thiện bị tội oan, thật đáng thương! (Vua Nhân Tông) bèn đem (Dư địa chí) để trong phòng ngủ làm sách giúp cho việc hành chính".

## Nội dung
Tập sách Dư địa chí hiện đang lưu truyền là bản được khắc in năm Mậu Thìn (1868), dưới triều vua Tự Đức. 
Nội dung sách gồm 54 mục (không xếp thành chương hay phần), trình bày về vị trí địa lý, hình thế sông núi, lịch sử, thổ nhưỡng, đặc sản, một số nghề thủ công truyền thống và tập quán của cư dân các đạo. Một số mục kèm theo tên gọi (địa danh) và một số đơn vị hành chính như: phủ, huyện, xã, thôn thuộc các đạo. Về cách viết, tác giả theo đúng phép chính danh của Khổng Tử, tức là dùng thật ít chữ, mà từng chữ phải được lựa chọn, cân nhắc.
Tuy nhiên, bản sách ấy không còn đúng nguyên tác, vì đã được những người đời sau sửa chữa và thêm vào nhiều lần. Có thể thấy điều đó rõ ở trong sách, ví dụ như những địa danh Hải Dương, Sơn Tây, Sơn Nam, Kinh Bắc... không có ở thời Nguyễn Trãi; hay các việc như Trịnh Tráng sai sứ sang nhà Minh cầu phong, chúa Trịnh Sâm và chúa Nguyễn đi đánh dẹp, v.v...đều xảy ra sau thời Nguyễn Trãi...
Ngoài ra, theo giáo sư Hà Văn Tấn, thì Dư địa chí có một sai lầm về việc định vị các vùng. Chẳng hạn đã chép rằng trấn Hưng Hóa, phía nam giáp Nghệ An; hay Nghệ An phía tây giáp Vân Nam; hoặc một vài chỗ lầm lẫn khác như cho rằng đất Hưng Hóa là đất Nam Trung, chỗ Mạch Hoạch đánh nhau với Khổng Minh; hay Tuyên Quang là đất Việt Tuấn (thật ra, Nam Trung và Việt Tuấn đều là đất của Trung Quốc). Và cũng theo ông, thì sách còn có một số sai lầm khác, như cho rằng Triệu Quang Phục đóng đô ở Chu Diên, Trưng Vương đặt quốc hiệu là "Hùng Lạc"...; và đã chép câu chuyện "Tô Huệ dệt gấm hồi văn" của Trung Quốc lẫn với chuyện "Tô Thị vọng phu" của Việt Nam, chép câu chuyện người đàn bà Sa Nhất của vùng Ai Lao thời Hán ở Vân Nam lẫn với nước Lào, vì vậy, khi nghiên cứu và sử dụng cần phải thận trọng...

## Giá trị
Mặc dù có một vài hạn chế như đã kể trên, song Dư địa chí vẫn có giá trị về mặt địa lý học lịch sử, đã được nhiều nhà văn hóa, khoa học và sử học xưa nay khen ngợi, bởi tri thức và sự kiện ở đây có ý nghĩa lịch sử và độ tin cậy cao....
Khi nói đến tập sách này, GS. Nguyễn Huệ Chi viết: 
Lần đầu tiên, Nguyễn Trãi đã đặt nền móng xây dựng khoa địa lý lịch sử của dân tộc Việt , chú ý không đến những diễn biến về duyên cách địa lý mà còn cả về đặc điểm phẩm chất đất đai, những đặc sản quý giá, cũng như phong tục tập quán của mỗi vùng. Những ghi chú của các nhà chú thích và thông luận càng làm rõ hơn tính chính xác và cụ thể của những tài liệu khoa học quý báu buổi đầu Lê này . Ngoài những giá trị đó, thông qua Dư địa chí, tác giả còn chỉ rõ về cương vực, xác định những địa danh, đồng thời giới thiệu một số nhân vật tài giỏi của nước Việt....
Năm 1960, Dư địa chí (Phan Duy Tiếp dịch, Hà Văn Tấn hiệu đính và chú thích, căn cứ vào bản 1868) được nhà xuất bản Sử học ấn hành. Gần đây, bản dịch này lại được hiệu đính một lần nữa, rồi đưa vào bộ Tổng tập dư địa chí Việt Nam (tập 1, nhà xuất bản Thanh Niên, năm 2012).

## Sách tham khảo
- Bùi Văn Vượng, "Nguyễn Trãi với Dư địa chí" in trong Tổng tập dư địa chí Việt Nam (tập 1). Nhà xuất bản Thanh Niên, 2012.
- Nguyễn Huệ Chi, mục từ "Nguyễn Trãi" in trong Từ điển văn học (bộ mới). Nhà xuất bản Thế giới, 2004.
- Trần Văn Giáp, Tìm hiểu kho sách Hán Nôm (trọn bộ 2 tập). Nhà xuất bản Khoa học xã hội, 2003.
- Bùi Văn Nguyên, "Niên biểu Nguyễn Trãi" in trong Văn chương Nguyễn Trãi. Nhà xuất bản Đại học và Trung học chuyên nghiệp, 1984.
- Nhóm nhân văn Trẻ, Hỏi đáp lịch sử Việt Nam (tập 3). Nhà xuất bản Trẻ, 2007.